# Roskilde
Roskilde (dansko: [ˈʁʌskilə]) je mesto 30 km zahodno od Københavna na danskem otoku Zelandija. Z 51.916 prebivalci (od 1. januarja 2022) je mesto poslovno in izobraževalno središče regije ter 10. največje mesto na Danskem. Upravlja ga upravni svet občine Roskilde.
Roskilde ima dolgo zgodovino, ki sega v predkrščansko vikinško dobo. Njegova gotska stolnica, ki je na Unescovem seznamu, v kateri je zdaj 39 grobnic danskih monarhov, je bila dokončana leta 1275 in je postala žarišče verskega vpliva vse do reformacije. Z razvojem železniškega omrežja v 19. stoletju je Roskilde postal pomembno prometno središče s Københavnom, do konca stoletja pa so bile tam tobačne tovarne, livarne železa in strojnice. Med največjimi zaposlovalci v zasebnem sektorju danes sta IT podjetje BEC (Bankernes EDB Central) in semensko podjetje DLF. Raziskovalna ustanova Risø tudi postaja pomemben delodajalec, ki zanimanje za trajnostno energijo širi na področje čiste tehnologije. Lokalna univerza, ustanovljena leta 1972, zgodovinska stolnična šola in Danish Meat Trade College, ustanovljena leta 1964, so izobraževalne ustanove, ki jih je treba omeniti. Roskilde ima veliko lokalno bolnišnico, ki je bila od odprtja leta 1855 razširjena in posodobljena. Zdaj je vse bolj dejavna na raziskovalnem področju. Psihiatrična bolnišnica Sankt Hans oskrbuje regijo glavnega mesta s specializiranimi ustanovami za forenzično psihiatrijo.
Stolnica in muzej vikinških ladij, ki vsebuje dobro ohranjene ostanke petih ladij iz 11. stoletja, privabita več kot 100.000 obiskovalcev letno. Poleg mednarodno priznanih turističnih znamenitosti in letnega rock festivala je Roskilde priljubljen pri nakupovalcih zaradi dveh osrednjih ulic za pešce, skupaj z restavracijami, kavarnami in različnimi trgovinami. Mesto je dom nogometnega kluba FC Roskilde, ki igra v prvi danski ligi, ragbi kluba Roskilde Vikings RK in veslaškega kluba Roskilde Roklub. V 1970-ih je mesto imelo koristi od odprtja univerze in dokončanja avtoceste Holbæk, ki ga povezuje s Københavnom. Roskilde ima najstarejšo delujočo železniško postajo na Danskem s povezavami po vsej Zelandiji ter Falsterju, Lollandu in Jutlandu. Lokalno letališče je bilo odprto leta 1973 in služi predvsem lahkim letalom za poslovno uporabo in usposabljanje za letenje.
Med pomembnimi meščani mesta so Absalon, škof, ki je ustanovil København v 12. stoletju, L. A. Ring, simbolistični slikar, ki je zaslovel v 1880-ih, pisateljica Lise Nørgaard, ki je leta 1978 napisala priljubljeno dansko TV serijo Matador, in veslač Thomas Ebert ki je leta 2004 postal dobitnik zlate olimpijske medalje.

## Zgodovina
Roskilde, ki se je pred več kot tisoč leti razvil kot središče vikinške kopenske in morske trgovske poti, je eno najstarejših mest na Danskem. Od 11. stoletja do leta 1443 je bil glavno mesto Danske. Do srednjega veka je s podporo kraljev in škofov postalo eno najpomembnejših središč v Skandinaviji. Saxo Grammaticus in drugi zgodnji viri povezujejo ime Roskilde (kar pomeni 'Rojev izvir') z legendarnim kraljem Roarjem, ki je tam verjetno živel v 6. stoletju.
Po Adamu iz Bremna in Saxo Grammaticusu je Roskilde leta 980 ustanovil Harald Modrozobi. Na vzpetini nad pristaniščem je zgradil leseno cerkev, posvečeno sv. Trojici, in v bližini kraljevo rezidenco. Čeprav ni bilo odkritih sledi teh stavb, so arheologi leta 1997 v Isefjordu našli ostanke vikinških ladij, od katerih je najstarejša datirana v leto 1030. Takrat sta bili na tem območju tudi dve cerkvi: sv. Jørgensbjerg, zgodnja kamnita cerkev in lesena cerkev, odkrita pod današnjo cerkvijo sv. Iba.
Leta 1020 je kralj Knut Veliki povzdignil Roskilde v škofijo, kar mu je dalo visok državni status. Absalon, danski škof, je leta 1170 dal zgraditi opečnato cerkev na mestu Haraldove cerkve. Današnja stolnica je bila dokončana leta 1275, potem ko je pet Absalonovih naslednikov prispevalo k njeni gradnji. Zaradi Absalonovega vpliva so bile v bližini zgrajene številne druge cerkve, zaradi česar je Roskilde postal najpomembnejše mesto v Zelandiji. Kovance so tam kovali od 11. do 14. stoletja. Leta 1150 je Sven Grathe okoli mesta zgradil jarek. Leta 1135 je mesto uničil pomeranski vojvoda Ratibor I. Leta 1151/2 je bila ustanovljena verska bratovščina za obrambo mesta pred vendskimi pirati. Pod poveljstvom Wethemana je sodeloval tudi v vendski križarski vojni. Roskildski škofje so imeli v lasti velika ozemlja v regiji, od leta 1186 tudi Havn na Øresundu, ki je kasneje postal København. V času danske reformacije leta 1536 je bilo v mestu 12 cerkva in pet samostanov.
Ni jasno, kdaj je Roskilde postal trg, vsekakor pa je užival trgovske privilegije pod kraljem Erikom II., ki je vladal od leta 1134 do 1137. Ti privilegiji so bili trdno uveljavljeni, ko je mestni svet Roskilde 15. junija 1268 drugim mestom na Zelandiji podelil status trga. Takrat je bilo verjetno največje in najpomembnejše mesto na Danskem. Leta 1370 je imelo mesto v lasti 2600 kmetij po vsej Zelandiji.
Reformacija je razvoj Roskilda nenadoma ustavila. Medtem ko je bila stolnica še naprej najprimernejša lokacija za pokopavanje danskih monarhov, je večina drugih verskih ustanov izginila. V naslednjih treh stoletjih je mesto utrpelo vrsto nesreč, vključno s posledicami dansko-švedske vojne, ki se je končala s pogodbo iz Roskildeja leta 1658, kuge v letih 1710 in 1711 in vrste požarov leta 1730. Razmere so se izboljšale leta 1835, ko je mesto postalo skupščina kraljevih stanov (Rådgivende Stænderforsamling), leta 1847 je dobilo železnico, ki je povezala København in Roskilde.
Z razvojem železniškega omrežja je Roskilde postal pomembno vozlišče za promet s Københavnom. V 1870-ih in 1880-ih so pristanišče razširili in na to območje privabili industrijska podjetja. Do konca stoletja so nastale tobačne tovarne, železolivarne in strojnice. Na začetku 20. stoletja je Roskilde najprej uspeval kot satelitska skupnost Københavna, potem pa je, ko so se ladje povečevale, trpelo zaradi dejstva, da je bilo pristanišče premajhno in fjord Roskilde preplitev za plovbo. Industrija se je začela seliti iz pristaniškega območja, vendar je bila še vedno največji vir zaposlovanja, deloma po zaslugi tovarne žganih pijač (De Danske Spritfabrikker) in klavnice (Roskilde Andelssvineslagteri).
V 1970-ih je mesto izkoristilo avtocesto Holbæk, ki ga je povezovala s Københavnom, in ustanovitev Univerze Roskilde leta 1972. Od 1980-ih je storitveni sektor uspeval in nadomestil predelovalno industrijo kot glavni delodajalec (65 % do leta 2002). S povečanjem števila prebivalcev je zraslo več novih okrožij, vključno s Himmelevom in Kongebakkenom. Nekatere okoliške vasi, kot so Svogerslev, Vor Frue, Vindinge in Veddelev, so se razvile kot satelitske skupnosti.

## Geografija
Roskilde je v severni osrednji Zelandiji na južnem koncu fjorda Roskilde, ki je sam južna veja Isefjorda. Po cesti je 35,6 km zahodno od središča Københavna, 25,8 km severozahodno od Køge in 39,8 km severovzhodno od Ringsteda. Središče mesta okoli stolnice, 1300 m južno od fjorda, je približno 40 m nad morsko gladino. Na pobočju navzdol proti pristanišču je vrsta izvirov, med katerimi je najmočnejši Maglekilde. Zgodovinsko središče mesta pokriva območje okoli glavnih ulic Skomagergade in Algade, vključno s trgoma Stændertorvet in Hestetorvet. Dva parka, Byparken in Folkeparken, ki se spuščata proti fjordu, sta takoj severno od starega mesta.
V bližini so soseske Himmelev, Hyrdehøj, Musicon, Sankt Jørgensbjerg in Trekroner. Boserup Skov, gozd poleg fjorda Roskidle 3 km severozahodno od središča mesta, je sestavljen predvsem iz bukev. Spomladi so njena gričevnata pobočja prekrita z divjim cvetjem, med drugim z belimi, modrimi in rumenimi anemonami. V zgodnjem poletju lahko slišimo ščinkavce, slavce in druge ptice pevke. Omeniti velja tudi nedavno zasajeno gozdnato območje Hyrdehøj Skov, južno od stadiona in severno od ceste 23 na južnem obrobju mesta Roskilde.

## Demografija in administracija
Že leta 1070 je Adam von Bremen omenil Roskilde kot »največje mesto Zelandije«. V času reformacije leta 1536 je imelo približno 6000 prebivalcev, vendar je zaradi vojne, požarov in bolezni do leta 1753 njegovo prebivalstvo padlo na samo 1550. Do leta 1860 je naraslo na približno 5000 in do leta 1900 na približno 9000. Nato se je opazno povečalo do leta 1970, ko je bilo skoraj 45.000 prebivalcev. Število prebivalcev se je v 1980-ih rahlo zmanjšalo na 40.000, vendar je zaradi izboljšanih povezav s Københavnom in ustanovitve univerze vztrajno raslo in do leta 2014 doseglo 47.117, s čimer je Roskilde postal deseto največje dansko mesto.
V občini Roskilde je bilo 1. oktobra 2014 76.545 prebivalcev danskega porekla, 6287 je bilo priseljencev, 2006 pa potomcev druge ali tretje generacije priseljencev. Najpogostejše države rojstva v tujini rojenih prebivalcev občine Roskilde so Turčija, Irak, Poljska in Afganistan.
Roskilde upravlja upravni svet občine Roskilde. Po lokalnih volitvah novembra 2013 je bila Joy Mogensen (rojena leta 1980), socialdemokratka, ponovno imenovana za županjo (prvič izvoljena leta 2011), s čimer je dobila tri dodatna mesta v svetu. Svet zdaj sestavlja 13 sedežev za Socialne demokrate, enega za Socialno liberalno stranko, enega za Konservativno ljudsko stranko, enega za Socialistično ljudsko stranko, tri za Ljudsko stranko, devet za Levo liberalno stranko in tri za stranko Rdeče–Zelena zveza.

## Gospodarstvo
V 1890-ih je bilo 37 % gospodarstva Roskildeja v obrti in predelovalni industriji, le 15 % v upravi in storitvah. Do leta 1984 je industrija padla na 16 %, medtem ko se je delež storitev povečal na 57 %. Leta 2002 so storitve dosegle 62 %, industrija pa 15 %, trgovina in transport pa 22 %.

## Mestna pokrajina
Staro mesto Roskilde je osredotočeno na glavni trg Stændertorvet, južno od stolnice. Prvotni načrt ulic je ohranjen v bližnjih Skomagergadeju, Algadeju in Hestetorvetu, čeprav je bila večina stavb obnovljena po resnih požarih v 18. stoletju. Območje na severu obdajata dva velika parka, Byparken in Folkeparken, ki se raztezata do fjorda Roskilde.
Staro mestno jedro na jugu omejujeta železniška in glavna postaja, za katerima so poslovne stavbe in stanovanjski bloki. Stanovanjska območja Himmelev in Veddelev vzhodno in severno od mesta so zrasla okoli nekdanjih vasi. V zadnjem času, z ustanovitvijo Univerze Roskilde še bolj vzhodno za obvoznico, je okrožje Trekroner v polnem razvoju, pričakuje se, da bo v prihodnjih letih doseglo približno 3500 hiš.
Eno najbolj ekskluzivnih stanovanjskih četrti mesta, Sankt Jørgensbjerg, pokriva hribovito območje na severozahodu, obrobljeno s fjordom. Sprva ribiška vas iz obdobja Vikingov, je leta 1938 postala del Roskilda.
Končno občina Roskilde razvija inovativno četrt Musicon južno od mesta na območju 25 ha, kjer je nekoč stala tovarna cementa. Ker je v istem okrožju kot sejmišče, ki se uporablja za festival Roskilde, obstajajo srednjeročni načrti za ustanavljanje kreativnih podjetij in stanovanj za mlade na tem območju. Velik muzej kamnin z imenom Ragnarock je bil odprt aprila 2016.

## Znamenitosti

### Roskildska stolnica
Stolnica, ki stoji na mestu lesene cerkve iz 10. stoletja, je bila zgrajena v 12. in 13. stoletju, ko so na romanski slog vplivali gotski trendi iz severne Francije. Bila je prva gotska stolnica v Skandinaviji, zgrajena iz opeke, kar je povzročilo širjenje tega sloga po vsej severni Evropi. S svojimi 39 kraljevimi grobnicami je še danes pokopališče danskih monarhov. Od leta 1995 je uvrščena na Unescov seznam svetovne dediščine, kar vsako leto spodbudi okoli 100.000 turistov, da jo obiščejo. V zgornjem nadstropju stolnice je muzej, ki spremlja zgodovino stavbe. Delujoča cerkev gosti tudi koncerte skozi vse leto.

### Roskildska palača
Ob stolnici je Roskildska palača, zgrajena od leta 1733 do 1736 na mestu nekdanje rezidence roskildskih škofov. Uporabljali so jo člani kraljeve družine, ko so bili v mestu ali na pogrebih. Danes je v njej Muzej sodobne umetnosti. Med angleškim obleganjem Københavna leta 1807 je dvorec služil kot sedež generala Wellesleyja, bodočega vojvode Wellingtonskega. Štirikrilni kompleks, zgrajen v baročnem slogu z rumeno ometanimi zidaki in rdečo strešno kritino, sestavljajo dvonadstropno glavno krilo, dve enonadstropni stranski krili in ukrivljeno vratno krilo, ki se odpira na Stændertorvet. Štiri krila so povezana z ukrivljenimi galerijami. Fasada glavnega trakta, obrnjena proti dvorišču, ima pilastre in sredinski rizalit, ki ga na vrhu zaokroža trikotni pediment, okrašen s kraljevim grbom.

### Roskildski samostan
Roskildski samostan je na mestu nekdanjega samostana sv. Katarine iz sredine 13. stoletja, ki je pripadal dominikancem, dokler ni bil razpuščen po danski reformaciji. Leta 1565 je bila na tem mestu zgrajena zasebna graščina (Sortebrødregaard ali dvorec Blackfriars), ki je leta 1699 postal samostan za ženske visokega stanu, prvi te vrste na luteranskem Danskem. Stavba zdaj hrani zbirko 150 slik iz 16. do 18. stoletja ter stilnega pohištva. Samostanska kapela ima izrezljan oltar in prižnico.

### Muzej Roskilde
Roskildski muzej je lokalni zgodovinski muzej, ki ga vodijo občine Roskilde, Frederikssund in Lejre. Glavna podružnica v mestu Roskilde, na vogalu ulic Sankt Olsgade in Sankt Olsstræde, ima sedež v dveh zaščitenih stavbah, Sukkerhuset (Hiša sladkorja) in Liebes Gård, nekdanji rafineriji sladkorja in hiši trgovca. Sladkorno hišo je zgradil konzorcij pod vodstvom Johana Jørgena Holsta kot obrat za predelavo surovega sladkorja iz danske Zahodne Indije. Jacob Borch je zgradil hišo Liebe leta 1804 na mestu poleg tovarne sladkorja. Nadomestila je skromno hišo iz pol-lesenimi okvirji in slamnato streho iz 17. stoletja. Stavba je dobila ime po družini Liebe, ki je bila lastnica nepremičnine dve generaciji pozneje v stoletju. Ob njegovi smrti leta 1900 je Liebe celoten kompleks stavb zapustil občini Roskilde. Leta 1908 je Cukrarna začela delovati kot gasilski dom. Lokalni zgodovinski muzej Roskilde je bil ustanovljen 12. novembra 1929 v pritličju hiše Liebe. Ko se je gasilski dom leta 1989 preselil v nove prostore, je Sugar House prevzel muzej Roskilde. Muzej ima eksponate od prazgodovine, preko vikinške dobe in srednjega veka do sodobnega časa. Muzej orodij, ki je v ločenih prostorih, vsebuje zbirko orodja, ki so ga uporabljali mojstri kolarji, mizarji, čevljarji in rezbarji od okoli 1850 do 1950.

### Muzej vikinških ladij
Glavna znamenitost v mestu je muzej vikinških ladij (Vikingeskibsmuseet), ki stoji ob fjordu Roskilde. Osrednji del njegove zbirke so dobro ohranjeni ostanki petih vikinških ladij iz 11. stoletja, izkopanih v fjordu približno 20 km severno od mesta v poznih 1960-ih. Ladje so bile tam potopljene v 11. stoletju, da bi blokirale plovni kanal in zaščitile mesto, takratno dansko prestolnico, pred napadi z morja. Pet vikinških ladij predstavlja več različnih razredov, kot sta dolga ladja in vojna ladja ter manjše ribiške in trajektne ladje. Razstavljene ladje so dolge od 3 m do 15 m. Muzej se ukvarja tudi z eksperimentalno arheologijo, ki se osredotoča na vikinško ladjedelništvo in plovbo. Čolnarjenje, ki je prav tako del muzeja, varuje vikinško tradicijo gradnje čolnov z gradnjo in razstavljanjem ladij v naravni velikosti na kraju samem.

### Muzej Ragnarock
29. aprila 2016 je danski prestolonaslednik Friderik otvoril muzej Ragnarock za pop, rock in ungdomskultur (kulturo mladih) v mestu Roskilde. 3100 kvadratnih metrov velik muzej, ki sta ga zasnovala nizozemsko arhitekturno podjetje MVRDV in dansko arhitekturno podjetje COBE Architects, predstavlja in razširja mladinsko kulturo in rock glasbo od 50. let dvajsetega stoletja do danes, tako kot sredstvo komunikacije kot za spodbujanje socializacije med ljudmi. iz različnih kultur in družbenih okolij.

### Zgodovinske cerkve
Stara cerkev Naše Gospe Gammel Vor Frue Kirke) je kamnita cerkev iz 11. stoletja na južnem obrobju starega mestnega jedra. Je edina ohranjena travertinska bazilika na Danskem z visoko osrednjo ladjo, ki se odpira na dve nižji stranski ladji. Njen izrezljan oltar in prižnica iz 1620-ih sta iz delavnice Brixa Michgella v Roskildu. Cerkev je bila do reformacije pridružena samostanu za ženske. Od leta 1907, ko so južno od mesta zgradili novo Marijino cerkev, se imenuje stara Marijina cerkev.
V centru mesta Roskilde sta še dve drugi zgodovinski cerkvi. Sv. Ib's je pod platojem stolnice v bližini pristanišča. Romanska stavba, zgrajena iz travertina okoli leta 1100, je bila nekoč bogato okrašena s freskami, katerih ostanki so vidni na zadnji steni. To ni več delujoča cerkev. Cerkev sv. Jørgensbjerga stoji na majhnem hribu severozahodno od starega mesta in gleda na fjord. Z ladjo in korom iz travertina iz l. 1080, je najstarejša ohranjena kamnita stavba na Danskem. Ima izrezljano prižnico iz leta 1616. Cerkveni stolp sv. Laurentija je vse, kar je ostalo od romanske cerkve, zgrajene iz travertina v 13. stoletju. Po reformaciji so jo podrli, tako da je ostal samo stolp, ki je bil zgrajen v začetku 16. stoletja in je zdaj del nekdanje mestne hiše na Stændertorvetu. V njem je muzej, kjer so na ogled arheološke najdbe iz leta 1998.

## Nekateri pomembni meščani
- Rasmus Bartholin (1625–1698), znanstvenik, zdravnik, slovničar in astronom
- Jacob Kornerup (1825–1913), arheolog in slikar
- Ejnar Hertzsprung (1873–1967), kemik in astronom